# 扇叶垫柳
扇叶垫柳（学名：Salix flabellaris）为杨柳科柳属的植物。分布在克什米尔地区、不丹以及中国大陆的四川、西藏、云南等地，生长于海拔3,600米至4,000米的地区，多生于高山地带，目前尚未由人工引种栽培。